# Gruppe Fernmeldewesen
Die Gruppe Fernmeldewesen (Gruppe F, anfangs Funkbeobachtungsdienst) war von 1955 bis 1996 eine Organisationseinheit des Bundesgrenzschutzes (BGS) zur Funkaufklärung hauptsächlich im Rahmen der Spionageabwehr für das Bundesamt für Verfassungsschutz (BfV).

## Aufgaben
Die Gruppe F wurde in Art einer Organ- und Institutsleihe für das Bundesamt für Verfassungsschutz (BfV) tätig zur Aufdeckung von Funkverbindungen von Agenten fremder Nachrichtendienste und verfassungsfeindlichen Organisationen sowie deren Bemühungen zur Feststellung von Funkverbindungen der Sicherheitsbehörden. Dort arbeitete sie hauptsächlich mit dem Referat Funkabwehr der Abteilung Spionageabwehr zusammen. Sie betrieb im originären Zuständigkeitsbereich Fernmeldeaufklärung offener Funkverkehre, insbesondere im Rahmen der Grenzsicherung, und überwachte den eigenen Funkverkehr des BGS. Auf Anforderung unterstützte die Gruppe F nach Entscheidung des Bundesministeriums des Innern andere Bedarfsträger des Bundes und der Länder durch Abstellung von Einsatzkräften/-mitteln, und zwar:
- das Bundeskriminalamt bei der Durchführung von Maßnahmen der Funkaufklärung in den Bereichen Terrorismusbekämpfung, polizeilicher Staatsschutz und organisierte Kriminalität,
- das Zollkriminalamt bei Funküberwachungs- und -aufklärungsmaßnahmen im Bereich der organisierten Wirtschaftskriminalität und
- die Länder bei Funküberwachungs- und -aufklärungsmaßnahmen anlässlich polizeilicher Groß- und Sonderlagen.[1]

Sofern die Gruppe F für andere Bedarfsträger tätig wurde, richteten sich die Rechtsgrundlagen nach deren Recht. Für den Bundesnachrichtendienst, den Militärischen Abschirmdienst oder andere Dienststellen der Bundeswehr, dem Bundesamt für Sicherheit in der Informationstechnik oder ausländischen Sicherheitsbehörden nahm die Gruppe F keine Aufgaben wahr. Sie wirkte an Beschränkungsmaßnahmen des Fernmeldegeheimnisses nach § 100a Strafprozessordnung und Artikel 10-Gesetz mit. Das Trennungsgebot zwischen Polizei und Nachrichtendiensten wurde durch die Organleihe nicht berührt, weil das BfV einerseits die Gruppe F nicht um Maßnahmen ersucht hat, zu dem das BfV selbst nicht befugt war, und andererseits, weil das Trennungsgebot die Unterstützung von Polizei und Nachrichtendiensten bei der Erfüllung ihrer jeweiligen Aufgaben nicht ausschließt.
Die Überwachung des Funkverkehrs durch die Gruppe F war grundsätzlich innerhalb der physikalischen Reichweite der Funkwellen möglich. Im Kurzwellenbereich konnte dies –
sofern entsprechende Voraussetzungen insbesondere auf der Sendeseite und in der Ionosphäre erfüllt waren – sogar weltweit möglich sein. Eine Satellitenaufklärung betrieb die Gruppe F nicht.

## Geschichte
Die Gruppe F wurde am 1. April 1955 in Sankt Augustin-Hangelar aufgestellt und anfangs Funkbeobachtungsdienst genannt. Zuvor hatte die Organisation Gehlen die Funkaufklärung zur Spionageabwehr betrieben. Die Gruppe F wurde im November 1975 nach Swisttal-Heimerzheim verlegt und hatte weitere Standorte in Lübeck, Leer und Rosenheim. Sie unterstand dem Grenzschutzpräsidium West.
Mindestens ab 1972 war die Gruppe F auch zur verdeckten Aufklärung gegen die Rote Armee Fraktion eingesetzt. 1994 wurde ihr Auftrag im Bundesgrenzschutzgesetz verankert. Zu diesem Zeitpunkt bestand die Gruppe F aus etwa 450 Beamten und 50 Angestellten/Arbeitern.
Am 1. November 1996 wurde die Gruppe Fernmeldewesen mit den beiden parallel existierenden Fernmeldediensten des Bundesgrenzschutzpräsidiums West, der Führungsfernmeldeeinheit und der IuK-Unterstützungseinheit zum Bundesgrenzschutz-Zentralstelle für Information und Kommunikation (BGSZSIUK) des Bundesgrenzschutzes verschmolzen.

## Aufsicht und Kontrolle
Das Bundesministerium des Innern übte die Fach- und Rechtsaufsicht aus. Da die Gruppe Fernmeldewesen kein offizieller Nachrichtendienst des Bundes war, unterlag er nicht der Kontrolle der Parlamentarischen Kontrollkommission (heute: Parlamentarisches Kontrollgremium), sondern der allgemeinen parlamentarischen Kontrolle.